# Борг Януковича
Борг Януковича — фразеологізм (політичне кліше), що використовується в публіцистиці, журналістиці та в побутовій сфері на означення заборгованості України перед Росією за єврооблігаціями на загальну суму $ 3 млрд.
Персоніфікація боргу з ім'ям Віктора Януковича пов'язана з тим, що ініціатива отримання боргу виходила від нього, переговори щодо можливості отримання також велися ним в той час, коли він обіймав посаду Президента України. Точна дата появи фразеологізму невідома, на початку 2015 року термін вже використовувався.

## Отримання коштів та їх використання
20 грудня 2013 року Російський державний Фонд національного добробуту викупив облігації Уряду України на суму $ 3 млрд борг за якими й став згодом відомим як «борг Януковича».
Перед цим, на виконання постанови КМУ, Мінфін провів лістинг облігацій на Ірландській фондовій біржі. При цьому агентство Standard & Poor's присвоїло єврооблігаціям України «сміттєвий» рейтинг В-, який відповідав суверенному рейтингу держави.
Кошти від розміщення були отримані 24 грудня 2013 року, хоч сама операція викупу відбулася 20 грудня, така розбіжність в часі обумовлена тим, що початок нарахування купону було заплановано на 24 грудня. Отриманих коштів вистачило на три дні, до 27 грудня 2013. Як заявив тодішній прем'єр-міністр Микола Азаров, грошей вистачило на три дні, їх начебто було використано на «погашення боргів із соціальних зобов'язань». Водночас він заявив, що майбутні транші кредиту будуть витрачені на інвестиційні цілі та активізацію економіки шляхом здешевлення кредитних ресурсів.
Згодом стало зрозуміло, що майбутніх траншів кредиту не буде, а під «соціальними зобов'язаннями» Азаров розумів оплату Газпрому за поставлений в Україну газ: «Російський кредит на $ 3 млрд, отриманий Україною в грудні минулого року, був відразу ж направлений назад до РФ як розрахунок за російський газ» — заявив 8 квітня 2014 року голова НБУ Степан Кубів в ефірі Першого національного телеканалу.

## Ситуація напередодні отримання коштів

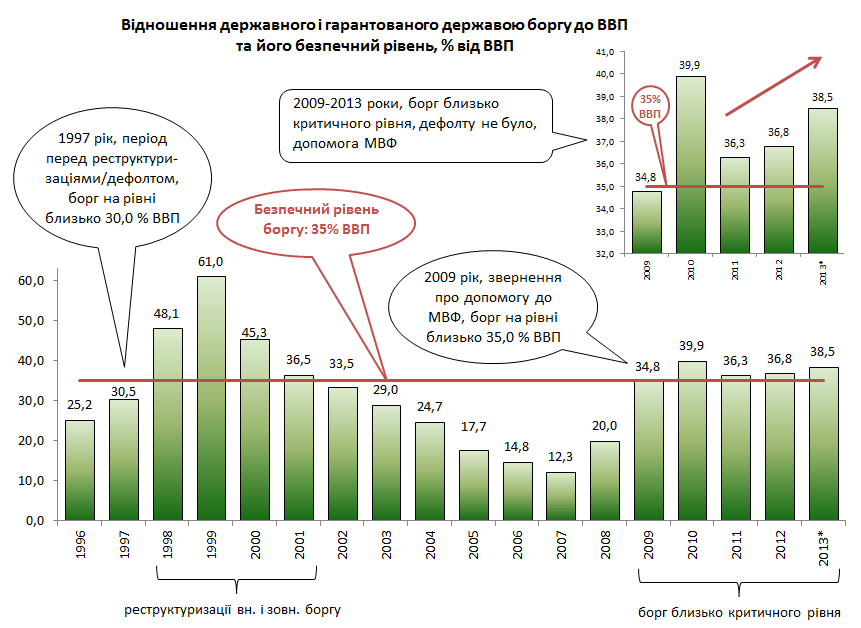
Динаміка боргу відносно ВВП на основі даних Мінфіну

Наприкінці 2013 року економічна ситуація в Україні стала скрутною. Резервів НБУ в розмірі $ 18.8 млрд на кінець листопада 2013 мало вистачити, щоб забезпечити обслуговування зовнішнього боргу держави. Доступ на зовнішні ринки запозичень до середини грудня в уряду був закритий: прибутковість боргових зобов'язань Мінфіну з погашенням у 2014 році становила 19 %.
Невеликий попит при розміщенні валютних облігацій на внутрішньому ринку проблем не вирішував. Згідно з жовтневим прогнозами Fitch, до кінця 2014-го резерви Нацбанку могли скоротитися практично до нуля. Фінансові проблеми посилювались політичною нестабільністю. Це стало однією з причин початку Революції гідності, що почалась у листопаді 2013 року з Євромайдану. Тоді замість підписання Угоди про асоціацію з ЄС влада почала підготовку до вступу в Митний союз з РФ, пояснюючи це проблемою різної ширини залізничної колії.
|  | Є питання, в яких нам неможливо розійтися. Ну як нам позбутися широкої колії залізниці? Ми що, її можемо в найближчі 200-300 років зробити? Ні! Це дуже великі витрати з точки зору економіки та доцільності |

В. Янукович під час прес-конференції 19 грудня 2013 року
У результаті країні потрібні були гроші у вільно конвертованій валюті.

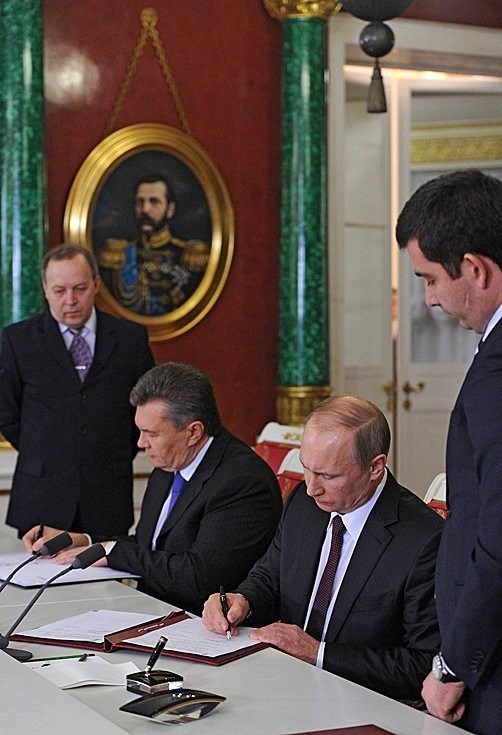
Підписання домовленостей 17 грудня 2013 року

Янукович почав активніше проводити зустрічі із Путіним:
- 24-25 жовтня на засідання Ради глав СНД у Мінську.
- 27 жовтня 2013 року Янукович відвідав в Сочі, де зустрівся з Путіним[11] .
- 9 листопада — зустріч в Москві, яку спочатку не підтверджували ні російські, ні українські офіційні джерела[12][виноски 1] .
- 6 грудня — обговорення стану і перспектив співробітництва у фінансово-кредитній сфері[13] .
- 17 грудня — зустріч перед засіданням російсько-української комісії[14] .

В результаті, гроші «знайшли» в «Фонді національного добробуту РФ», який акумулює надлишкові нафтодолари.
Результатом засідання комісії став підписаний 17 грудня 2013 року документ в якому були дві фінансові поступки Москви:
1. знижка на газ до 268.5 $ за м3
2. формальна готовність надати Україні кредит на $ 15 млрд[виноски 2]. Операцію оформили за англійським правом, і за кілька днів стало відомо, що перші $ 3 млрд випущені в обіг на Ірландській фондовій біржі з купоном 5 %[15].

## Ситуація після отримання коштів і після зміни влади

### До зміни влади в Україні
Під час каденції Януковича питання про необхідність і спроможність повернення коштів активно не дискутувалось, навпаки, йшла підготовка до отримання наступних траншів. Так, 20 січня 2014 року КМУ прийняв постанову про додатковий випуск облігацій на суму $ 2 млрд. Однак відставка уряду і затягування процесу формування нового Кабінету міністрів зумовили небажання російської сторони надавати фінансування.

### Після зміни влади в Україні
Новий уряд під керівництвом Яценюка визнав наявність боргу за єврооблігаціями і своєчасно здійснював усі купонні виплати. Перша виплата відбулась, як і було заплановано, в червні 2014 року на суму $ 73.3 млн. Проте, із наближенням кінцевого строку погашення в українському уряді почали перемагати настрої, що борг платити не потрібно.

## Три періоди із життя «боргу Януковича»
Виділяють три періоди в історії «боргу Януковича», які пов'язані із ключовим аспектом, що обговорювався. Спочатку мова велась про умови надання кредиту. Потім фокус розмов змістився на його погашення й умов реструктуризації в разі непогашення. Останнім етапом стала дискусія щодо врегулювання суперечностей у судовому порядку після фактичного непогашення боргу.

### «Умовний» період
Перші суперечності між сторонами почалися наступного дня після підписання. 23 грудня 2013 року перший заступник голови уряду РФ Ігор Шувалов заявив, що Росія може в будь-який момент зажадати від України повернути борг. Азаров відповів, що умови російської позики не передбачають дострокового повернення коштів. При цьому умови випуску облігацій передбачали можливе дострокове повернення, але не в будь-який момент, а лише коли співвідношення держборгу України до ВВП перевищить 60 %.
Голова російського уряду Медведєв заявив, що РФ буде домагатися повернення грошей всіма доступними способами, а Україна «відповідає за цей кредит всім надбанням країни».
Навесні-влітку 2014 року тема «боргу Януковича» відійшла на другий план через Російсько-українську війну. Перші помітні заяви щодо «боргу» почали лунати восени 2014-го. Москва активізувалась після відкриття кримінальної справи на колишнього очільника Мінфіну України Юрія Колобова щодо порушень під час розміщення єврооблігацій. 26 вересня 2014 року міністр фінансів РФ Сілуанов заявив, що мотивом порушення кримінальної справи стало те, що Україна «хоче зробити все, щоб визнати цю позику або недійсною, або щоб знайти умови для того, щоб не розплачуватися».
Протягом 2015 року неодноразово з'являлась інформація про те, що Росія може вимагати дострокового повернення боргу з причини можливого порушення Україною умов випуску облігацій. У січні 2015 року Медведєв заявив, що Росія має право вимагати дострокового погашення позики через те, що в українському бюджеті не закладені кошти на повернення цього боргу, а зовнішній борг України перевищив 60 % ВВП.
Український прем'єр Яценюк в інтерв'ю Deutsche Welle назвав чутками можливість того, що Росія вимагатиме дострокового погашення боргу. Міністр фінансів Яресько заявила, що поки що у Києві не отримували офіційних повідомлень від російського уряду щодо можливості дострокового стягнення боргу.

### Період реструктуризації
Після дебатів щодо можливості дострокового витребування боргу сторони перемкнулися на умови його реструктуризації.
Базовий підхід російської сторони полягав у тому, що вона очікує погашення боргу України на суму у $3 млрд до грудня 2015 року і не збирається реструктуризувати його. А в разі невиплати боргу буде звернення до суду.
Базовий підхід української сторони полягав у тому, щоб знайти можливість не сплачувати борг при цьому не афішуючи це публічно до певного часу. На виконання цього плану Верховна Рада в травні 2015 року 256 голосами «за» проголосувала за закон, котрий дає Кабінетові міністрів право у разі необхідності припинити виплати власникам міжнародних боргових зобов'язань і «звільнити Україну від боргового ярма».
Спроби звільнення почалися ще в березні 2015 року — одразу після схвалення програми кредитування економіки країни на $ 17.5 млрд з боку Міжнародного валютного фонду. До того ж МВФ погодився взяти участь у тристоронніх перемовинах між Україною та Комітетом кредиторів щодо реструктуризації боргів перед приватними позичальниками. Спочатку ці перемовини зайшли у глухий кут по тому, як кредитори не погодилися на пропозицію Києва не тільки відтермінувати платежі, але й частково списати борг.
В червні 2015 року МВФ запропонував, аби Київ визнав «борг Януковича» як державний, а не приватний, і вивів його за межі переговорів про реструктуризацію.
Перемовини з Комітетом кредиторів завершилися наприкінці серпня досягненням угоди про списання 20 % боргу та відтермінуванням початку виплат «тіла» боргу на 4 роки.
Після досягнення згоди із Комітетом кредиторів і з наближенням терміну погашення «боргу Януковича» напруга зростала, прем'єр Яценюк порадив Росії прийняти ті умови, які запропоновані іншим кредиторам, бо кращих умов вона ніколи не отримає. А в разі якщо Росія хоче отримати всю суму, вона може звернутися до Януковича, який разом з усією бандою отримали притулок у Російській Федерації. Мовляв, вони брали — вони хай і віддають.
У відповідь Росія вирішила тиснути на Україну через МВФ шляхом визнання «боргу Януковича» як офіційного. Як учасник МВФ, Росія може заблокувати програми фінансової допомоги Україні на тій підставі, що та має неврегульовану заборгованість перед країною-членом фонду. Водночас (жовтень 2015) Росія пробує різні варіанти: надання Фондом додаткової фінансової допомоги Україні у розмірі $3 млрд, щоб вона змогла розплатитися за борги перед Москвою; надання гарантій Сполученими Штатами та Євросоюзом за «боргом Януковича» і в такому разі Москва погодиться на реструктуризацію кредиту на умовах розстрочки виплати боргу частинами, по $1 млрд у рік.
Врешті-решт, ситуація вирішилася тим, що МВФ визнав «борг Януковича» як офіційний, тобто суверенний, але одночасно завбачливо змінив власні правила, щодо неможливості подальшого кредитування країн, які мають непогашений суверенний борг. Таким чином вимоги Москви були задоволені, але це вже ні на що не впливало і нікого не цікавило. Всі інші пропозиції Москви з реструктуризації були відхилені. Після цього Яценюк знову заявив, що Москва може розраховувати на повернення боргу лише за умови списання 20 % боргу та відтермінування початку виплат «тіла» боргу на 4 роки.
Як і треба було очікувати, Росія знову ж таки не погодилися на реструктуризацію з причини того, що вона вважає цей борг суверенним і його невиплата буде означати дефолт. Тут вже не лишалось нічого як запропонувати Росії замість повернення грошей йти до суду, що і було зроблено прем'єр-міністром України.
|  | Якщо вони вважають, що вони унікальні, то ми готові до судового розгляду справи з Російською Федерацією. Якщо вони вважають, що вони нормальні, то ми пропонуємо їм 29 жовтня поточного року прийняти ті самі умови, що підтримали усі кредитори України, - це часткове списання та реструктуризація боргів. Інших умов Росія не отримає |

А. Яценюк на брифінгу КМУ 15 жовтня 2015 року.
В листопаді 2015 Росія намагалася заблокувати надання нових траншів Україні від МВФ, але не досягнувши цього почала готуватися до суду. Паралельно 18 грудня Україна оголосила мораторій на виплату всіх боргів перед Росією, включаючи «борг Януковича».

### Судовий період

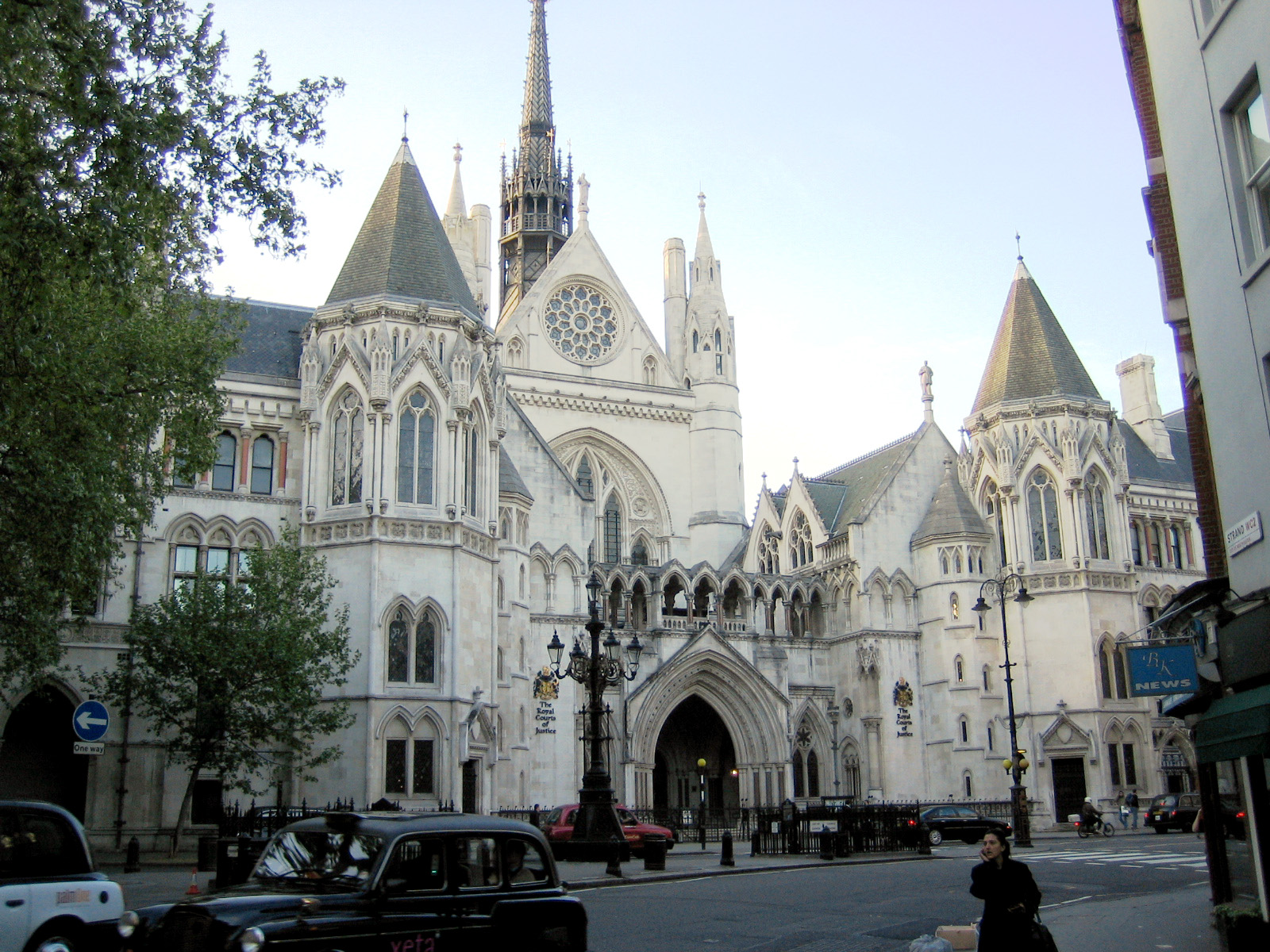
Фасад будівлі Суду королівської лави Високого суду Лондона

Історія отримала своє продовження вже після нового року у лютому 2016, міністр фінансів РФ Сілуанов заявив, що Росія подала позов до України у Високий суд Англії та Уельсу про стягнення заборгованості по облігаціях в розмірі $3 млрд. Така нахабна витівка не залишилась без відповіді, міністр закордонних справ України Клімкін заявив, що Україна має намір переконати Високий суд Англії та Уельсу в тому, що борг перед Росією в $3 млрд, який Київ взяв у період президентства Віктора Януковича, є хабарем.
Новий підхід до «боргу Януковича» як до хабаря спантеличив іншу сторону, і пану Сілуанову довелося заявити, що Мінфін Росії начебто дав новому уряду України час тверезо оцінити ситуацію і почати добросовісні переговори зі сплати «боргу Януковича». Іншої думки був його заступник який заявив, що Росія відмовила відстрочити слухання у Високому суді Англії та Уельсу. Така суперечність вирішилась тим, що через чотири дні з'явилась нова заява про те, що Росія погодилась відстрочити слухання. Слухання у суді назначені на лютий 2017 року.
Але як би там не було із відстрочками, вже у травні 2016 Україна надала до Високого суду Англії та Уельсу свої заперечення проти позову Росії, як випливає з тексту, угоду про надання кредиту було укладено в результаті «примусу України» з боку Росії, що здійснювалося протягом всього 2013 року з метою не допустити укладення угоди про асоціацію з Євросоюзом.
|  | Наша позиція – що це був примус, що під політичним впливом змусили взяти ці кошти. Тому наша позиція, що ми не маємо їх повертати |

О. Данилюк, міністр фінансів України в ефірі Еспресо.TV
Станом на осінь 2016 року публічна штовханина керівництва двох держав триває: у вересні Мінфін Росії заявив, що будуть готові розглядати питання про досудових домовленостях за умови, що пропозиції української сторони будуть «істотно відрізнятися від тих пропозицій, на які були згодні комерційні кредитори». Але при цьому Росія зірвала заплановані на жовтень 2016 року перемовини щодо «боргу Януковича». Як пояснили у Москві: причиною цього є напружений графік роботи міністра фінансів, якій і мав проводити ці перемовини на зустрічі у Вашингтоні.
Мінфін України визнає, що його позиція в основному заснована на емоціях і небажанні платити країні-агресору. Там з самого початку вважали, що якщо рішення буде неостаточним і суд вирішить продовжити розгляд справи (ще 1-2 роки), це і буде перемога України.

### Суд
У вівторок 17 січня 2017 року почались слухання у Високому суді Англії та Уельсу щодо боргу Януковича. Під час слухань аргументи на захист української сторони представили адвокати юридичної фірми Quinn Emanuel. Аргументи позиції РФ представила юркомпанія The Law Debenture Trust Corporation PLC. Суддею у процесі виступав Вільям Блер, який є старшим братом колишнього прем'єр-міністра Великої Британії Тоні Блера. Щодо рішення, то за словами міністра фінансів, воно можливе вже у квітні 2017 року: «…думаю, через 3 місяці буде відомо про рішення, може, вже в квітні» — сказав глава Мінфіну Олександр Данилюк.
Тим часом, Голосіївський суд Києва ще 23 серпня 2016 року задовольнив позов переселенки Ірини Верігіної про стягнення моральної та матеріальної шкоди з РФ як держави-агресора. Як забезпечення позову суд заарештував кошти в сумі $3 млрд, що були отримані як кредит, заборонивши Кабміну, Мінфіну, НБУ, Держказначейству і іншим держорганам здійснювати будь-які дії, пов'язані зі здійсненням платежів за цим кредитом.
Суд першої інстанції прийняв сторону РФ. Українська сторона подала апеляцію, перше засідання апеляційного суду Англії відбулося 22 січня 2018 року.
14 вересня 2018 року Апеляційний суд Англії ухвалив рішення на користь української сторони та скасував попереднє рішення Високого суду Правосуддя Англії та Уельсу щодо сплати Україною 3 мільярдів доларів за облігаціями від грудня 2013 року, які отримав від Росії президент-утікач Янукович.
13 грудня 2019 року Високий суд Англії та Уельсу відклав розгляд справи на невизначений строк.
15 березня 2023 року Верховний суд Англії відхилив два заперечення захисту, які стосувалися незаконності емісії єврооблігацій. Україна наполягала на тому, що зазначені цінні папери в грудні 2013 року випустили з порушенням внутрішнього законодавства. Проте суд визнав «достатніми та сильними» аргументи про те, що цей борг був узятий під примусом Росії. Захист стверджував, що внаслідок погроз, здійснюваних РФ до випуску єврооблігацій, та актів економічної і військової агресії з її боку Україна була позбавлена права вибору і внаслідок примусу уклала угоду про отримання позики. Верховний суд Англії розглядав справу наприкінці 2021 року, до війни, тому напад Росії не враховувався під час ухвалення цього рішення. Однак суд зазначив, що надалі не може ігнорувати цей факт і відправив справу на повторний розгляд у першу інстанцію англійського судочинства.

## Статус отриманих коштів

### Комерційний борг
Міністерство фінансів України трактує позику як однозначно комерційну. Всього у країни станом на кінець серпня було 14 випусків єврооблігацій з термінами погашення від 2015 до 2023 року. Власниками цих боргових паперів були найбільші приватні інвестиційні фонди. Інформації про те, щоб серед них були інші держави, крім Росії, немає.
Мінфін класифікує борг за категорією «Заборгованість за випущеними цінними паперами на зовнішньому ринку», а не за категорією «Заборгованість з позиками, отриманими від органів управління іноземних держав». Згадані $3 млрд також були враховані під час визначення суми державного боргу, що підлягає реструктуризації згідно з Меморандумом про економічну та фінансову політику. У 2013 році вказані облігації розміщувалися на відкритому ринку (інше питання, що їхнім єдиним покупцем був уже згаданий фонд). Тобто, Україна тлумачить вказані зобов'язання як приватний борг.

### Суверенний борг
Емітентом облігацій виступив Уряд України, покупцем — Фонд національного добробуту Росії (ФНД) Мінфіну РФ. Цей фонд є частиною коштів федерального бюджету РФ, які підлягають окремому обліку та управлінню з метою забезпечення збалансування добровільних пенсійних накопичень громадян Росії, а також забезпечення збалансування (покриття) дефіциту пенсійного фонду РФ. І це дає логічну можливість Російській Федерації тлумачити надання кредиту Україні як міждержавний (або суверенний) борг.

### Одіозний борг
Деякі фахівці схильні ідентифікувати «борг Януковича» як одіозний. Це такий борг, що використовувався режимом проти інтересів власного народу, і кредитор на момент надання боргу про це знав. Україна могла б спробувати навести серйозні аргументи за обома пунктами, чому отримана у грудні 2013-го позика від Росії — це одіозний борг. Цей кредит дали, щоб «заплатити» Україні за відмову від євроінтеграції та, як один із наслідків, — від співробітництва з Міжнародним валютним фондом. Але саме відмова від євроінтеграції спровокувала Майдан, зміну влади, анексію Криму й нинішню війну на сході країни.

### Інше
Петро Порошенко в інтерв'ю агентству Bloomberg назвав кредит у $3 млрд. хабарем, який його попередник отримав за відмову підписувати Угоду про асоціацію з ЄС.
Володимир Зеленський у відеозверненні наприкінці 385-го дня війни назвав кредит у $3 млрд. хабарем, який використовувався як частина агресії проти України.
|  | Є сьогодні важливе рішення в Лондоні – у справі щодо кремлівського хабаря Януковичу ще 13-го року. Коли російські гроші та брудні схеми з тодішніми політиками в Україні використовувались фактично як частина агресії проти нашої держави. Агресії, що почалася вже тоді – політично, економічно, а згодом і спецслужбами, військовою силою |

В. Зеленський, Президент України

## Цікаві факти
- Відповідно до чинного на той час законодавства Росії ФНД міг інвестувати за кордон лише в іноземні державні облігації найвищого рейтингу (ААА). Рейтинг України був на п'ять (!) позицій менший (В-). Тому 23 грудня, за день до емісії українських облігацій, російський уряд ухвалив спеціальну постанову, якою сам собі дозволив інвестувати в ризикові державні облігації інших країн «на основі окремих урядових постанов». Одразу ж була винесена ще одна постанова уряду РФ, якою дозволялось інвестувати саме в «українські єврооблігації»;
- Відсоткова ставка за позикою була неринковою і становила 5 %, тоді як на той момент Україна платила на глобальних фінансових ринках 8-10 % річних, а в січні 2014 року за інформацією агентства Bloomberg, прибутковість українських паперів підскочила до історичного максимуму спочатку у 33,9 %, а потім і до 42 %.

## Технічні дані боргу

Типова єврооблігація

Кошти були отримані за допомогою випуску єврооблігацій з такими характеристиками:
- вид боргових зобов'язань — єврооблігації (за ознаками первинного лістингу на міжнародні торговому майданчику із присвоєнням ISIN-коду)
- вид облігацій — купонні
- форма випуску — іменні документарні
- лістинґ — Ірландська фондова біржа
- тип розміщення — приватне
- дата емісії — 20.12.2013
- дата погашення — 20.12.2015
- статус облігацій — дефолт
- номінал — 1 000 дол. США
- об'єм емісії — 3 млрд дол. США
- міжнародний ідентифікаційний номер цінних паперів RegS — XS1009483204
- періодичність виплати купона — 2 рази на рік

## Виноски
1. ↑  Так само, як і в випадку з Сочі, зустріч проходила на вихідних, і не входила в робочий графік президента
2. ↑  Надати кредит було вирішено не за допомогою звичайної міждержавної позики, а через купівлю Росією єврооблігацій України («євро-», бо номіновані в іноземній валюті — доларах США)
3. ↑  В СБУ вважають, що представники Мінфіну зловжили своїми повноваженнями, у тому числі щодо незаконної сплати комісії англійській «дочці» російського банку в сумі 450 тисяч доларів США за проведення згаданої операції
4. ↑  За словами українських урядовців, це дозволить заощадити $ 11.5 млрд, які треба було виплатити у 2015—2018 роках (ці домовленості технічно оформлять через випуск нових цінних паперів — державних деривативів, які діятимуть з 2021 по 2040 рік.)
5. ↑  Справа у тому, що МВФ виключає можливість надання фінансування країні-члену фонду, що має заборгованість перед офіційним кредитором. Таким чином, Україна наражалася на ризик того, що не погасивши «борг Януковича» вона б не могла отримати нові транші від МВФ